# Bob Smith (hockey sur glace)
Pour les articles homonymes, voir Robert Smith et Smith.
Bob Smith (né le 1er décembre 1946 à Sault-Sainte-Marie, dans la province de l'Ontario au Canada) est un joueur professionnel canadien de hockey sur glace.

## Carrière de joueur
Il commence sa carrière en 1964 avec les Greyhounds de Sault Ste. Marie dans la Northern Ontario Junior Hockey League.

## Statistiques de carrière
| Saison    | Équipe                           | Ligue |    | Saison régulière | Saison régulière | Saison régulière | Saison régulière | Saison régulière |   | Séries éliminatoires | Séries éliminatoires | Séries éliminatoires | Séries éliminatoires | Séries éliminatoires |
| Saison    | Équipe                           | Ligue | PJ | B                | A                | Pts              | Pun              | PJ               | B | A                    | Pts                  | Pun                  |                      |                      |
| 1964-1965 | Greyhounds de Sault-Sainte-Marie | NOJHL | 40 | 44               | 44               | 88               | 23               | -                | - | -                    | -                    | -                    |                      |                      |
| 1965-1966 | Greyhounds de Sault-Sainte-Marie | NOJHL | -  | -                | -                | -                | -                | -                | - | -                    | -                    | -                    |                      |                      |
| 1967-1968 | Mohawks de Muskegon              | LIH   | 68 | 26               | 34               | 60               | 35               | 9                | 6 | 5                    | 11                   | 12                   |                      |                      |
| 1968-1969 | Wranglers d'Amarillo             | LCH   | 3  | 0                | 0                | 0                | 0                | -                | - | -                    | -                    | -                    |                      |                      |
| 1968-1969 | Mohawks de Muskegon              | LIH   | 65 | 38               | 44               | 82               | 32               | 11               | 4 | 8                    | 12                   | 6                    |                      |                      |
| 1969-1970 | Mohawks de Muskegon              | LIH   | 13 | 7                | 6                | 13               | 22               | -                | - | -                    | -                    | -                    |                      |                      |
| 1970-1971 | Mohawks de Muskegon              | LIH   | 70 | 28               | 39               | 67               | 44               | 6                | 2 | 5                    | 7                    | 0                    |                      |                      |
| 1971-1972 | Mohawks de Muskegon              | LIH   | 61 | 33               | 51               | 84               | 9                | 11               | 4 | 11                   | 15                   | 4                    |                      |                      |